# Microsoft SoftCard

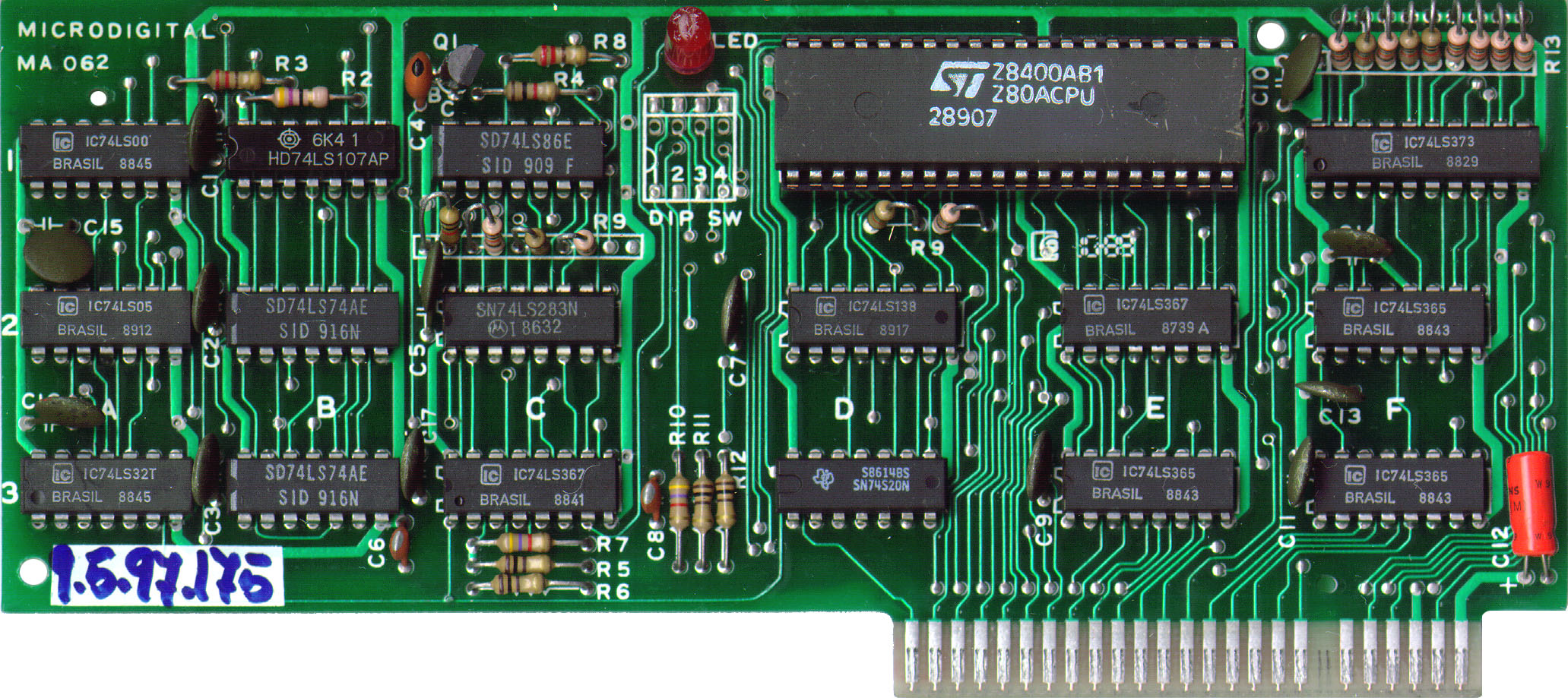
Un clone della Microsoft SoftCard, realizzato da Microdigital Electronica

La Microsoft SoftCard (nota anche come Z80 Card) era una scheda di espansione prodotta da Microsoft per il personal computer Apple II. Integrava una CPU Zilog Z80 più alcuni chip TTL della serie 7400 per adattare il bus del processore a quello in uso sul computer Apple. La scheda fu presentata al pubblico nel marzo del 1980 alla West Coast Computer Faire, ottenendo ben presto un grande successo commerciale: nei primi 3 mesi di vita, furono vendute circa 5.000 schede a 349 dollari l'una.

## Caratteristiche
La Microsoft SoftCard permetteva all'Apple II di poter far girare il sistema operativo CP/M, sviluppato da Digital Research, che, all'epoca, era il sistema operativo più diffuso, con una vasta libreria di software aziendali ed un gran numero di compilatori ed interpreti per diversi linguaggi ad alto livello per piccoli computer. Il CP/M, uno dei primi sistemi operativi multi-piattaforma, era facilmente adattabile a diversi modelli di chip ausiliari e periferiche hardware, ma richiedeva ancora una CPU Intel 8080 o compatibile, cosa che lo Z80 era e che il processore dell'Apple, il MOS 6502 invece non era.
La possibilità di far girare il CP/M conferiva alla SoftCard di Microsoft la capacità di trasformare l'Apple II in una piattaforma in grado di eseguire una gamma di applicazioni da ufficio molto più ampia di quella allora possibile per quel computer.
La scheda fu sviluppata congiuntamente da Tim Paterson, di Seattle Computer Products (SCP), che progettò i prototipi iniziali, e Bill Gates e Don Burtis di Microsoft. Microsoft, in quel periodo (quando ancora non aveva sviluppato il suo MS-DOS), faceva registrare molti dei suoi fatturati dalla vendita di compilatori ed interpreti di linguaggi per i sistemi CP/M: la scheda era un modo per poter allargare ulteriormente la sua clientela.
Nel pacchetto software allegato alla SoftCard era inclusa anche una copia del Microsoft BASIC: l'offerta di questo linguaggio è considerata una delle motivazioni principali che hanno indotto Microsoft a produrre la scheda.